# Mojžíš
Mojžíš (hebrejsky מֹשֶׁה‎, Moše, vykládáno jako „z vody vytažený“) je jednou z nejvýznamnějších postav izraelského národa a Starého zákona. Podle Bible to byl náboženský a vojenský vůdce, starozákonní prorok a vykladač zákona, kterému je tradičně připisováno autorství Tóry – prvních pěti knih Tanachu: Genesis, Exodus, Leviticus, Numeri a Deuteronomium. Tyto knihy jsou souhrnně označovány jako Pentateuch či Pět knih Mojžíšových. Je mu též připisováno autorství knihy Jób. Mojžíš žil pravděpodobně okolo 15.–13. století před naším letopočtem. Podle Davida Ganse se narodil roku 2368 od stvoření světa, což odpovídá roku 1394–1393 před naším letopočtem, a zemřel roku 2488 od stvoření světa, což odpovídá roku 1274–1273 před naším letopočtem. Pocházel z kmene Lévi a měl bratra Áróna a sestru Mirjam.
Někteří badatelé zastávají názor, že Mojžíšova existence není historicky doložena. Podle zastánců tohoto názoru chybějí v Egyptě či na Sinaji důkazy, které by potvrzovaly události, jež jsou popsány v knize Exodus, zvláště pak ty, které popisují otroctví Izraelitů a jejich odchod z Egypta do zaslíbené země pod vedením Mojžíše.
Postavu Mojžíše jako proroka uznává několik světových náboženství – například judaismus, islám, křesťanství, mormonismus, bahaismus i moonismus.

## Život podle Bible
Mojžíšův život je možné rozdělit na tři etapy, z nichž každá trvala 40 let.

### Život v Egyptě
Podle biblického vyprávění se narodil židovským rodičům v Egyptě, kde tehdy žil celý národ. Kvůli nařízení faraona zabít všechny malé chlapce - syny narozené Izraelitům – byl také v ohrožení života, ale jeho rodiče, aby jej uchránili tohoto osudu, jej vložili do třtinové ošatky a pustili po řece Nilu. Tam novorozence nalezla faraonova dcera, která jej přijala za svého. Jako kojná byla pro něj vybrána jeho skutečná matka (aniž by se to o ní vědělo). Mojžíš znamená „vytažený“ – hebrejské Moše je odvozenina slovesa „mašah“, tedy „vytáhnout“. Význam jména „vytažený“ je gramaticky přesněji „vytahující“ – což podle teologa O. Havelky odkazuje na Mojžíšovo poslání vyvedení zotročeného lidu na svobodu. Podle jiné výkladové linie jde o jméno egyptského původu, jehož význam je „syn“. Mojžíš se dokonce stal možným kandidátem na faraónský trůn, což ale nebyla jeho cesta – nikdy nezapomněl na svůj lid. Mojžíš žil na faraonově dvoře a lze se domnívat, že zde studoval a učil se umění písma, což má být také klíčovou dovedností při tvorbě dvou kamenných desek Desatera. Když Mojžíš dospěl, hájil v jednom sporu hebrejského otroka a přitom zabil faraonova služebníka. Mojžíš viděl, jak se Egypťan pokoušel ubít Hebreje, vzplanul posvátným hněvem a onoho Egypťana vlastníma rukama ubil k smrti a zahrabal do písku (Ex 2,12). Faraón vyhlásil nad Mojžíšem trest smrti. Musel tedy utéci mimo Egypt.

### Život v Midjanu
Mojžíš se usídlil v Midjanu a oženil se se Siporou, dcerou midjánského kněze Jetra. V té době se mu v hořícím keři zjevil Bůh, aby jej poslal zpět do Egypta, kde měl vysvobodit svůj lid z egyptského otroctví a přivést jej do zaslíbené země. Při té příležitosti mu bylo zjeveno Boží jméno JHVH. Mojžíš se tedy vrátil do Egypta. Zjevení Božího jména Mojžíšovi z něho činí nenahraditelnou a zcela klíčovou postavu židovského Tanachu, křesťanského Starého zákona i muslimského Koránu. Je to teologický střed Mojžíšova příběhu, později zpečetěný vznikem kamenných desek Desatera. V hebrejském textu o Mojžíšovi je Boží jméno vyloženo pomocí slovesa „být“: „JSEM, KTERÝ JSEM.“ (Ex 3,14), hebrejsky „´ehjé ašer ´ehjé“. Jméno podle Havelky nevypovídá o Boží podstatě, ale o vztahu Boha k Izraeli. Hebrejské „hajá“, tedy „být“ je pojem dynamický, aktivní, s významem existovat, uskutečňovat se, být ve vztahu. Jméno JHVH se vyslovuje Jahve.

### Vyvedení izraelitů ze zajetí
Jeho jednání s faraonem však bylo neúspěšné, a tak Bůh skrze Mojžíše potrestal Egypt deseti ranami. Poslední z nich bylo vyhubení všech prvorozených, mezi zvířaty i mezi lidmi. Židé byli této zkázy uchráněni díky krvi obětovaného beránka. K této události se váže vznik svátku Pesach. Poté faraon Izraelity propustil. Když si to pak rozmyslel a začal Izraelity s Mojžíšem pronásledovat, nechal Bůh Mojžíše přejít napříč Rákosovým mořem, zatímco Egypťané se v něm utopili. Pentateuch zmiňuje přechod Rákosového moře dvakrát mírně odlišným způsobem. Výsledný text se však překrývá a Mojžíš v něm hraje klíčovou roli. První verzi vypráví tradice Kněžského kodexu: v této verzi Mojžíš zvedne hůl nad moře, a to se rozdělí, takže uprostřed je suchá cesta. Ve chvíli, kdy Mojžíš a jeho lid projdou na druhý břeh, moře se opět zalije a pohřbí armádu. Druhou verzi vypráví jahvistická tradice: v této verzi jsou Hebrejové cestou k Rákosovému moři zastaveni egyptským vojskem, které se dostane blíže k moři; mezi oba tábory se ovšem postaví Hospodinův oblak, který zamezí jejich přiblížení. Během noci žene Hospodin moře silným východním větrem a v nastalém zmatku nasměruje egyptské vojáky do moře. Poté Mojžíš provedl izraelský lid pouští a po čtyřicetiletém putování jej přivedl na horu Nebó v pohoří Abárim, odkud shlédl na Zaslíbenou zemi a zemřel. Po něm nastoupil jako vůdce Izraele Jozue, který lid převedl přes Jordán do zaslíbené země Kanaánu.

### Zajímavosti

#### Polygamie
Není jasné, zda měl Mojžíš za manželku pouze Siporu a záhadnou kúšanku, zmíněnou v Nu 12, 1 (Kral, ČEP). V knize Soudců je zmíněna ještě jiná žena, kterou však někteří ztotožňují s kúšankou. Některé církve využívají zmínek o Mojžíšově polygamii k vlastnímu učení (viz polygamie v mormonismu).

#### Švagr Chóbab
Zvláštně Mojžíš zareagoval v situaci, kdy se jeho švagr Chóbab chtěl vrátit do své země. Mojžíš ho požádal o to, aby byl průvodcem Izraelců, protože zná místa, kde se utábořit, přestože věděl, že je vede Hospodinův oblak. Někteří zastávají názor, že tento rozpor vznikl při finální redakci Mojžíšových knih (viz Teorie o vzniku Tóry). Nicméně tradiční rabínské vysvětlení v tom rozpor nevidí. Mojžíš si byl prostě vědom toho, že Chóbab znal poušť a národy, které žily v jejím okolí, a mohl být tedy užitečným rádcem, jak postupovat a čeho se vyvarovat při putování a přebývání v pustině.

#### Urim a Thummim
Mojžíš také vysvětil svého bratra Árona za velekněze izraelského lidu. Při této příležitosti mu v zastoupení Jahveho dal náprsník s kameny, reprezentujícími 12 kmenů Izraele, a také 2 posvátné věštecké kameny, Urim a Thummim.

## Historické pozadí

### Časové zařazení
Nejznámější a pravděpodobně nejrozšířenější přesvědčení je, že faraon, na němž žádal Mojžíš propuštění svého lidu, byl Ramesse II. (19. dynastie, vládl v letech 1279–1213 př. n. l.). Ten ale není jediným kandidátem a je obtížné nějak vysledovat Mojžíše v kontextu známých dějin. Odhady určení Exodu se pohybují v rozmezí let 1648 př. n. l. (nástup 15. dynastie) až 1208 př. n. l. (pátý rok vlády syna Rameese II. Merenptaha).

### Původ monotheismu
V jednom z předpokládaných intervalů Mojžíšova života se také zároveň nachází období panování Amenhotepa IV., známějšího jako Achnaton, který provedl radikální monotheizující reformu egyptského náboženství. Vzhledem k jeho značně pacifistickému založení se nepředpokládá, že by to byl on, kdo pronásledoval prchající Židy z Egypta, ale vyvstává tu otázka vzájemného vlivu atonismu a judaismu.
Achnatonův Hymnus na Slunce se nápadně podobá 104. žalmu. Neexistuje jednoznačný názor na to, který text si vypůjčil z kterého, vedle těchto názorů tu však je i teorie možné existence jiné obecné tradice, z níž oba tyto texty čerpaly. O to výraznější je vzájemná (byť ne zcela prokázaná) souvislost mezi judaismem a atonismem ve světle skutečnosti, že Mojžíš mohl být současníkem této reformy. Pokusy hledat v atonismu počátky monoteistických světových náboženství však někteří badatelé zpochybňují.

### Snahy o zmapování Mojžíšova putování
Existují snahy zmapovat putování Mojžíše, především po opuštění Izraelitů z Egypta, a nalézt tak místo přechodu Rákosového/Rudého moře. Podle Rona Wyatta se místo přechodu nachází v oblasti pláže u města Nuweiba, jako podporu tohoto místa uvádí, že tato pláž je i dostatečně velká k tomu, aby se na ní mohli Izraelité utábořit. Toto místo je ale zpochybňováno, protože naopak pláž není dostatečně velká a navíc v trase putování podle Rona Wyatta neodpovídá poloha Ethamu. Navíc je zpochybněna i malá hloubka podmořské vyvýšeniny, po které Izraelité mohli přejít, ve skutečnosti v tomto místě dosahuje hloubka až 765 metrů a Izraelité by museli překonat 17stupňové stoupání. Jako místo přechodu je navrhována Tiranská úžina. Naopak pro podporu pláže u města Nuweiba se vyslovuje Ted Charlton s tím, že vodní hradby sloužící jako ochrana přecházejících Židů byla voda zledovatělá díky silnému východnímu větru. Naopak zpochybňuje jako místo přechodu Tiranskou úžinu, neboť v této úžině se nachází ostrovy, o kterých se ale bible nezmiňuje.
Podle některých názorů je překlad Rákosového moře jako Rudé moře pokládán za chybný a Rákosové moře umísťují do oblasti Suezské šíje nebo ho ztotožňují se Sirbónským jezerem.

## Mojžíš v mormonismu
Mormonismus (specifické americké odvětví křesťanství) používá postavu proroka Mojžíše ve své teologii i historii.
Podle Nauky a Smluv se Mojžíš zjevil 3. dubna 1836 mormonskému prorokovi Josephu Smithovi v kirtlandském chrámu. Smyslem tohoto zjevení mělo být předání kněžských klíčů ke shromáždění všech kmenů Izraele.
Když toto vidění skončilo, nebesa se nám opět otevřela; a před námi se ukázal Mojžíš a předal nám klíče shromažďování Izraele ze čtyř částí země a přivedení deseti kmenů ze země severní. 
Nauka a Smlouvy 110
Mormonský Mojžíš byl podle učení teologa Smithe vyvolen ke svému úkolu v předsmrtelném životě a jeho příchod byl podle Knihy Mormonovy prorokován už Josefem egyptským.
"A Mojžíše vzbudím, aby vysvobodil lid tvůj ze země egyptské."
Kniha Mormonova; 2.Nefi 3:10
Mojžíš byl svým tchánem Jetrem vysvěcen k Melchisedechově kněžství, kterému učil také Izraelity během pobytu na poušti. Toto kněžství bylo však za nevíru Izraelitům odebráno a kmenům tak zůstalo pouze nižší, Aaronovo kněžství.
"Tudíž, vzal (Bůh) Mojžíše ze středu jejich a Svaté (Melchisedechovo) kněžství také; A menší (Aaronovo) kněžství pokračovalo, kteréžto kněžství drží klíč služby andělů a přípravného evangelia; Kteréžto evangelium je evangeliem pokání a křtu a odpuštění hříchů a zákonem tělesných přikázání, kteréžto Pán ve hněvu svém způsobil, aby pokračovalo s domem Aronovým mezi dětmi Izraele až k Janovi, jehož Bůh vzbudil a jenž byl naplněn Duchem Svatým od lůna matky své."
Nauka a Smlouvy 84:25-27

## Mojžíš v islámu
Mojžíš je nejčastější prorockou postavou v islámské tradici a pojí se s nim nejrozsáhlejší pasáže, které v Koránu najdeme.
"A připomeň v Knize také Mojžíše, jenž byl upřímně oddaným a byl poslem i prorokem. A zavolali jsme naň na pravém úbočí hory Sinaje a učinili jsme jej blízkým důvěrníkem. A obdařili jsme jej z milosrdenství Našeho bratrem jeho Árónem, též prorokem."
Korán 19:51-53
Mojžíšův příběh je paralelou k Mohamedově vlastnímu životu. Uskutečnil "hidžru" - exodus z Egypta, přinesl Písmo (Tóru) a podnikl výpravu do 7 nebí.

### Mládí
Islámské zdroje uvádí, že egyptský Faraon měl v době Mojžíšova narození sen o ohni, který přišel z Jeruzaléma a spálil vše v Egyptě kromě Izraelců. Egyptští kouzelníci a vykladači snů Faraonovi řekli, že se narodí chlapec, který osvobodí Izraelce z otroctví a uvrhne na egyptskou zemi zkázu a katastrofy. Faraon proto přikázal, aby byl každý nově narozený izraelský chlapec okamžitě zabit. Mojžíšova matka však získala od Boha zjevení a svého syna ukryla dříve, než jej mohli Egypťané najít. Bůh jí poté Mojžíše vrátil jako adoptovaného královského syna.
<Mluví Bůh k Mojžíšovi> "A již jednou jsme ti prokázali jiné dobrodiní, když jsme vnukli matce tvé toto vnuknutí: ,Do truhly jej vlož a do moře jej vhoď, a nechť moře jej na břeh vyvrhne, a tehdy se ho nepřítel Můj i jeho ujme.'A já jsem na tebe Svou lásku vrhl, abys před Mýma očima vyrostl. A hle, přišla sestra tvá a pravila: ,Mám vám ukázat toho, kdo se oň postará?' A vrátili jsme tě k tvé matce, aby se ochladilo oko její a nermoutila se. 
Korán 20:37-40
Faraonovi poradci později egyptskému králi poradili, aby nezabíjeli mužská novorozeňata každý rok, nýbrž pouze každý druhý rok. Tak bylo možné, aby vznikla nová generace otroků. Jedním z takto přeživších byl také Mojžíšův bratr Áron.
Když Mojžíš dospěl, zabil neznámého Egypťana a musel ze své země uprchnout do Midjánu, kde poznal svou budoucí manželku Sipporu i svého budoucího tchána, Jetra (Šuajba).
<Mluví Bůh> "Když pak Mojžíš dosáhl dospělosti a zralosti, dali jsme mu moudrost a vědění. A takto My odměňujeme ty, kdož dobré konají. I vešel Mojžíš jednou do města ve chvíli, kdy obyvatelé to nepozorovali, a nalezl v něm dva muže, kteří spolu bojovali; jeden z nich patřil k jeho straně, zatímco druhý byl z jeho nepřátel. A ten, jenž patřil k jeho straně, požádal Mojžíše o pomoc proti nepříteli svému. I udeřil jej Mojžíš a ukončil život jeho; pak zvolal: „Toto je dílo satanovo, jenž nepřítelem je i svůdcem zjevným!“ A pokračoval: „Pane můj, sám sobě jsem ukřivdil, odpusť mi!“ A odpustil mu, vždyť On věru je odpouštějící, slitovný... A nazítří se zdržoval ve městě pln strachu a ve střehu. A hle, ten, jemuž včera přispěchal na pomoc, opět na něj volal. I řekl Mojžíš: „Tys věru zjevným rozkolníkem!“ Když pak chtěl napadnout toho, jenž oběma byl nepřítelem, ten zvolal: „Mojžíši, chceš mne zabít, tak jako jsi zabil včera onoho člověka? Ty zřejmě chceš být jen násilníkem v této zemi a nechceš být vůbec jedním z těch, kdož o nápravu usilují?“ Tu přiběhl muž nějaký z druhého konce města a zvolal: „Mojžíši, rada velmožů se radí o tobě, aby tě zabili. Odejdi, neb já jsem ti rádcem dobrým!“ I odešel z města pln strachu a ve střehu a řekl: „Pane můj, zachraň mne před tímto lidem nespravedlivým!“
Korán 28:14-23

### V Midjánu
Mojžíš se podle islámské tradice i Koránu stal (stejně jako v Bibli) Jetrovým zetěm a žil v Midjánu se svou manželkou po dlouhou dobu.
"Když dospěl k napajedlu v zemi Madjan, nalezl u něho skupinu lidí stáda napájející a nalezl vedle nich dvě ženy, jež držely se stranou; i zeptal se jich: „Co je s vámi?“ Odpověděly: „Nemůžeme napojit, dokud neodejdou tihle pastýři, a otec náš je stařec věku vysokého.“ I napojil Mojžíš pro ně stádo jejich, potom se uchýlil do stínu a pravil: „Pane můj, jsem potřebný toho dobrodiní, které mi sešleš.“.. Jedna z žen pak řekla: „Otče můj, najmi jej jako pastýře, neboť nemůžeš najmout lepšího než tohoto muže silného a spolehlivého.“ A pravil (Šuajb): „Přeji si, aby ses oženil s jednou z těchto dvou dcer mých s tím, že budeš u mne sloužit za mzdu po osm let.A chceš-li dokončit deset let, záleží jen na tobě. Nechci ti to nikterak ztížit a shledáš - bude-li Bůh chtít - že jsem z bezúhonných.“ I řekl Mojžíš: „Dohodnuto je mezi mnou a tebou. A ať se rozhodnu pro kteroukoliv z těchto dvou lhůt, nechť na mne není činěn žádný nátlak. A Bůh je ručitelem toho, co říkáme.“
Korán 28:23-28

### Prorocké povolání
Během svého pobytu byl Mojžíš povolán za proroka. Korán tuto událost (známou z Bible jako scéna s hořícím keřem) popisuje následovně:
<Mluví Bůh k Mohamedovi> "Dostalo se ti zprávy o Mojžíšovi? Hle, oheň spatřil a rodině své pravil: „Zastavte se, já postřehl jsem oheň nějaký, možná že vám z něho oharek přinesu anebo u něho správnou cestu naleznu.“ A když přišel k ohni, ozvalo se: „Mojžíši, já vpravdě jsem tvůj Pán; zuj si opánky své, neboť v posvátném údolí Tuwá jsi. A já jsem si tě vyvolil, proto slyš, co vnuknuto ti bude! Já vpravdě jsem Bůh a není božstva kromě Mne... Co to máš ve své pravici, Mojžíši?“ Odpověděl: „To je moje hůl, opírám se o ni a srážím s ní listí pro ovce své a mám pro ni i jiné použití.“ I pravil mu: „Hoď ji na zem, Mojžíši!“ A hodil ji, a hle, stal se z ní had plazící se. Pravil Bůh: „Vezmi ji a neboj se, My vrátíme ji do podoby původní. Nyní přitlač ruku svou k boku, a až ji sejmeš, bude bílá, ale nepoškozená; a toto další je znamení. Abychom ti pak z našich velkých znamení ukázali některá, odeber se k Faraónovi, jenž vzpurně si počíná!“ I řekl Mojžíš: „Pane, mou hruď mi rozevři a mé dílo mi usnadni a uzel na mém jazyku uvolni, aby porozuměli mé řeči! A dej mi z rodiny mé pomocníka, Áróna, mého bratra, a podpoř jím mou sílu a učiň jej společníkem v mém úkolu, abychom mohli Tebe často slavit a hojně Tě vzpomínat, vždyť věru nad námi jsi jasnozřivý!“ I pravil Bůh: „Vyslyšena je prosba tvá, Mojžíši!"
Korán 20:9-36
Korán obsahuje ještě další verze příběhu s hořícím keřem.

## Náhledy na Mojžíše

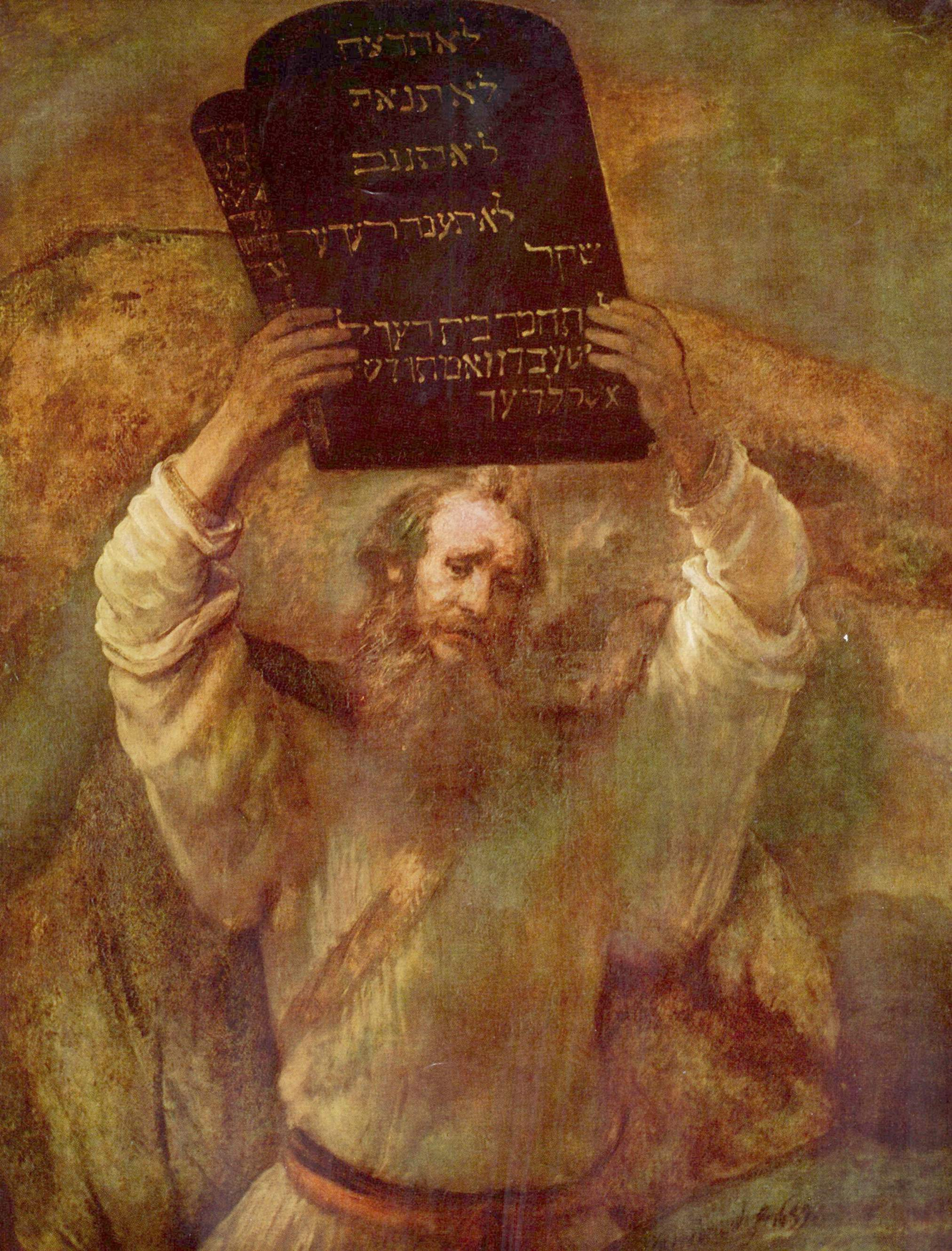
Mojžíš s deskami zákona na Rembrandtově obraze z r. 1659

### Mojžíš a Zákon
Kromě toho, že Mojžíš vyvedl Izraelity z egyptského otroctví, je významný především proto, že skrze něj dal Bůh Izraeli na hoře Sinaj Desatero a uzavřel s ním smlouvu, díky které se Izrael stal Božím lidem. Zákony, které Izrael od Boha tehdy dostal, se všechny nacházejí (včetně vyprávění o těch událostech) v Tóře, čili Pentateuchu, kterému se říká také Pět knih Mojžíšových, neboť tradice jejich autorství připisuje právě Mojžíšovi. Proto se hovoří často o „Mojžíšově zákoně“. Mojžíš je pro židovství nepřekonatelný prorok a zákonodárce, vzor a model každého proroka.
I když Nový zákon z velké části chápe Ježíše Krista a jeho učení jako překonání (dovedení k dokonalosti, naplnění) Mojžíšova zákona (tak především sv. Pavel), některé spisy Nového zákona představují Ježíše jako nového, dokonalého Mojžíše a jeho učení jako nový Mojžíšův zákon či jeho naplnění, např. Evangelium podle Matouše.

### Biblická kritika
Příběh Mojžíše je zřejmě spojením několika navzájem odlišných tradic a příběhů. Vypovídá o tom například to, že Mojžíšův tchán bývá jednou nazýván Reúel, podruhé zas Jetro. Nicméně veškeré pokusy o životopis či naopak o vyškrtnutí Mojžíše jako nereálné postavy zůstávají stále jen hypotetické – na základě dostupných pramenů jednoduše nelze provést ani jedno, ani druhé.

## Umělecké reflexe
Postava Mojžíše byla ztvárněna v řadě uměleckých děl: hudebních dílech, výtvarných dílech, románech i filmech.

### Výtvarné umění
V románském umění bývá Mojžíš zastoupen především ve scénách Vyzdvižení a svržení měděného hada, Mojžíšovy ruce podpírané Áronem a Chúrem, Usmrcení prvorozených synů, Zázračný přechod Rudého (Rákosového) moře, Zázračné objevení pramene ve skále, Hořící keř, či Přijetí desek Starého zákona. K nejvýznamnějším dílům patří:
- Biskupská hůl s relikvií-prutem z Mojžíšovy hole[45]
- Emailované destičky nebo tepané medailony na románských oltářních nástavcích či křížích, například na retáblu v Klosterneuburgu u Vídně.

Od doby vrcholné gotiky se objevuje Mojžíšovo reprezentační vyobrazení samostatně, nebo v sérii starozákonních králů a prororků
- pozdně gotická socha na kašně bývalé kartouzy v Dijonu - Champmol, dílo Clause Slutera
- pozdně gotické reliéfy na kachlích
- legendární scény na mincích a medailích, například jáchymovské tolary ze 16. století
- Mojžíš – socha od Michelangela v chrámě San Pietro in Vincoli v Římě
- socha na průčelí kopie Mariina loretánského domku, například v Loretu či v Praze
- Luca Signorelli: fresky z Mojžíšova života v Sixtinské kapli

Téma Mojžíše v novodobém malířství:
- Fedor Antonovič von Moller: Matka Mojžíšova spouští ho v koši na Nil,
- Gustave Moreau: Mojžíš pohozen na Nil,
- Pavel Merwart: Mladý Mojžíš,
- Johann Georg Meyer: Smrt Mojžíšova.

### Hudba
- Mojžíš v Egyptě, opera Gioachina Rossiniho z roku 1818
- V České republice je poměrně populární píseň Mojžíš od skupiny Spirituál kvintet či album Mojžíš od Učedníků, které při střídání mluveného textu a písní rekapituluje Mojžíšův příběh.

### Filmy
Z vážných filmů lze za nejúspěšnější považovat film Desatero přikázání z roku 1956, který patří mezi nejúspěšnější americké filmy všech dob (v roce 2006 byl natočen jeho stejnojmenný seriálový remake). Pochopitelně se vyskytly i četné parodie, v nichž postava Mojžíše vystupuje.
Velmi populární byl ve své době také americký animovaný muzikálový film Princ Egyptský z roku 1998, který popisuje narození a dospívání Mojžíše a vyvedení Izraelitů z Egypta. Film byl oceňován kritiky i veřejností a získal Oscara za nejlepší filmovou píseň.